# Mühlgraben (Erlauf)
Der Mühlgraben ist ein rechter Zubringer zur Erlauf bei Mitterbach am Erlaufsee in Niederösterreich.
Der Mühlgraben entspringt westlich der Rotte Fadental und fließt von dort zwischen Schindelkogel (1219 m ü. A.) und Amaißkogel (1255 m ü. A.) in Richtung Westen ab und auf Mitterbach zu, wo er den aus der Steiermark kommenden Schrottenreithgraben als seinen linken Zufluss aufnimmt, bevor er in Mitterbach an der Wurzel des Erlaufstausee von rechts in die Erlauf einmündet. Sein Einzugsgebiet umfasst 4,4 km² in weitgehend bewaldeter Landschaft. Der Mühlgraben bildet zugleich die Grenze zwischen den Bundesländern Niederösterreich und Steiermark. Der Niederösterreichische Landesrundwanderweg führt längs des Mühlgrabens, verläuft aber weiter nach Friedenstein. Ebenso stellt der Mühlgraben die nördlichste Stelle der Steiermark dar.